# Танцы на снегу
«Та́нцы на снегу́» — роман российского писателя-фантаста Сергея Лукьяненко, первый по хронологии событий и второй по порядку написания в серии произведений, рассказывающих о вымышленном мире генетически модифицированных людей. Роман был написан в 1999—2001 годах и впервые опубликован издательством «АСТ» в 2001 году. Вместе с романом «Геном» и повестью «Калеки» входит в цикл «Геном».
Действие романа начинается на малопригодной для жизни планете Карьер, откуда благодаря огромному везению и упорству удаётся улететь мальчику Тиккирею. Планету Новый Кувейт, на которую он перебрался, при помощи воздействия на мозг жителей захватывает федерация И́нея. Тиккирею с другом удаётся улететь вместе с секретным агентом-фагом Стасем на его планету Авалон. Однако вскоре мальчики возвращаются как агенты фагов, чтобы узнать, кто стоит за организацией союза планет, нарушающего хрупкий мир в Империи.
В 2002 году роман занял третье место на международном фестивале фантастики «Звёздный мост» в номинации «Лучший роман», а на конвенте «Роскон» был удостоен премии «Алиса» за лучшее произведение для детей. В том же году на литературно-практической конференции «Басткон» харьковский критик Игорь Чёрный отметил роман премией «Букер-Первак». Номинировался на премии «Русская фантастика», «Бронзовая улитка», «Интерпресскон», «Большая Урания» и «Сигма-Ф».

## Вселенная и персонажи
На начало событий романа в мире установилось противостояние старой Империи и новой Федерации планет во главе с планетой Иней, что напоминает вселенную «Звездных войн». Однако в отличие от последней Империя Зла стала Федерацией и наоборот. Во главе Федерации стоит Инна Сноу, которая при помощи программирования сознания жителей очередной планеты стремится присоединить её к Федерации. Сторонниками Империи, старающимися поддерживать прежний порядок выступают рыцари Авалона — фаги, которые напоминают джедаев, но при этом обижаются на подобное сравнение. Они, как и джедаи, выполняют тайные задания и пользуются мощным плазменным живым оружием — мечами-бичами, которые раз и навсегда привязываются к своему хозяину.
Критики обратили внимание на то, что Сергей Лукьяненко сумел несколькими штрихами создать неоднократно меняющийся, экзотический мир. Контраст между его планетами поразителен. Также отмечена оригинальность таких деталей вселенной как живые мечи и нейрошунты. Нейрошунт представляет собой небольшой компьютер в голове каждого жителя Империи, после присоединения к которому кабеля человек может без прочих устройств выйти в интернет, смотреть телевизор и многое другое. Плазменные мечи в дополнение к обычным атакам способны использовать нейрошунты для соединения с носителем с целью расширить его возможности наблюдения и помочь обнаружить ловушки и скрытые приборы.
Главным героем романа является тринадцатилетний подросток Тиккирей, который на начало произведения живёт с родителями на планете Карьер. Планета непригодна для существования из-за радиации, поэтому те, кто могут себе это позволить живут под огромным куполом, где платить нужно даже за воздух. После того как родители Тиккирея остаются без работы, они принимают решение воспользоваться правом на смерть, так как в противном случае всем членам семьи придётся перебраться за пределы купола, где они через несколько лет погибнут от воздействия радиоактивного загрязнения. В случае же добровольной эвтаназии Тиккирею хватит ресурсов, чтобы выжить. Подобное начало, отмечают критики, понадобилось, чтобы вывести героя из стабильного состояния, что в итоге и повлияло на его решение покинуть планету. Ещё одним героем романа выступает рыцарь-фаг Стась. Если Тиккирей представляет собой «открытую книгу», то Стась выступает довольно непроницаемым персонажем, мотивы которого до конца не может знать никто.

## Сюжет
— Стась говорит, что вся история человечества — это танцы на снегу.

— Чего?

— Танцы на снегу. Человечество пытается быть красивым и хорошим, хотя никаких оснований к этому нет. Понимаешь? Словно балерина в пачке и на пуантах пытается танцевать на снегу. А снег холодный. Кое-где твердый, кое-где мягкий, а кое-где проваливается и режет ноги. Только все равно надо пытаться танцевать. Надо стараться стать лучше. Наперекор природе, наперекор всему. Иначе останется только лечь в снег и замерзнуть навсегда.
Тиккирей живёт на бедной, малопригодной для жизни планете Карьер. После добровольной эвтаназии родителей Тиккирей решает любой ценой покинуть Карьер, для чего вербуется на космический рудовоз расчётным модулем, планируя разорвать контракт на первой же планете. Мозг занимающихся такой работой через некоторое время обречён на изменения, из-за которых отдел мозга, отвечающий за принятие решений, перестанет работать. Но старпом корабля разгадал план мальчика и не стал оформлять закабаливающую его дорогую страховку, прочитав нотацию и отпустив на комфортной планете Новый Кувейт. Поселившись в мотеле в ожидании гражданства, Тиккирей знакомится с Лионом, его семьёй и со Стасем — секретным агентом-фагом. Немногочисленный орден фагов не зависит от Императора и следит за порядком в Галактике, за что его членов называют джедаями. Через день подавляющее большинство жителей планеты засыпает под воздействием неизвестного оружия Инея. В союз с планетой Иней уже добровольно вступили четыре планеты Империи, при этом в Империи не понимают, как тем удаётся воздействовать на разум жителей этих планет. Стась вывозит Тиккирея, который уговаривает взять и Лиона.
Лион частично подвергся воздействию Инея, но программу удалось перебить. Программу распространяли при помощи телевизионных сериалов, обучающих программ и даже мультфильмов для детей. После инициализации, пока человек спал, мозг ускоренно проживал жизнь, убеждая человека перейти на сторону Инея и восхищаться его президентом — Инной Сноу. Тиккирей и Лион около месяца живут на планете фагов, после чего их отправляют обратно на Новый Кувейт на разведку. Встреченный отряд девочек-партизан под руководством Юрия Семецкого помогает им вернуться в мотель. Родители Лиона ведут себя, как персонажи семейных сериалов, и отправляют мальчиков учиться в интернат. Одна из девочек-партизан рассказывает им, что их раскрыли, и дети сбегают в другой интернат. Там с ними встречается девочка, представившаяся связным фагов, и отправляет на задание — убить союзника Инны Сноу. Однако оказывается, что под видом союзника прилетел Стась. Фаг пытается вывезти детей с планеты, но их ловят в космопорту. Тиккирей встречает Аду Снежинскую, которая рассказывает ему, что он клон. Группа клонов Ады Снежинской и Эдуарда Гарлицкого стремится захватить власть над планетами Империи. Стась и фаги многое знали и сознательно использовали Тиккирея, но тот понимает, что так было нужно. Пока дети отвлекали руководителей клонов, Империя подготовилась перепрограммировать сознание людей, заменив навязанные Инеем идеи лояльностью Империи.

## Создание и издание

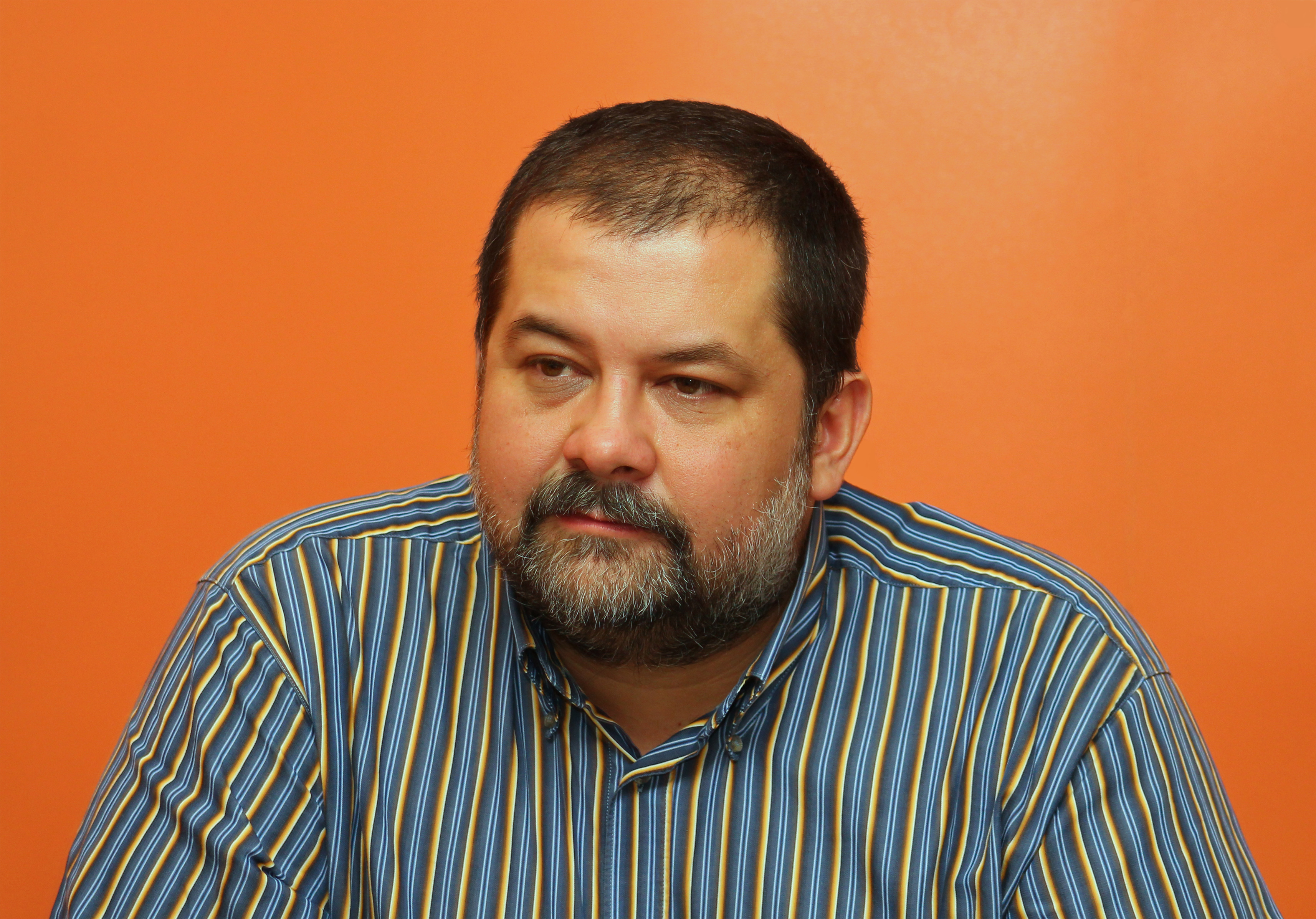
Сергей Лукьяненко

Сам Лукьяненко охарактеризовал роман «Танцы на снегу», как «роман воспитания». Автор отмечал, что это произведение является подростковым, характеризуя таким образом книги, где идёт повествование от лица персонажа-подростка. По словам писателя, роман «Танцы на снегу» задумывался как приквел «Генома», в книге описаны события, происходившие ранее описанного в «Геноме» периода. Первоначально же название «Танцы на снегу» носила повесть «Тени снов», входящая в цикл «Линия грёз».
Большинство названий рас Чужих в романе взяты писателем из земной мифологии. Так, название «брауни» позаимствовано у народца из шотландского и ирландского фольклора; имя «фэнхуан» носит птица из древнекитайской мифологии; халфлинги — другое название хоббитов; цзыгу — существо из китайской мифологии, встречающееся в нечистых или дурно пахнущих местах. Персонажи романа имеют прообразов среди современных российских фантастов и окружения. Несмотря на то, что Лукьяненко изначально утверждал самостоятельную значимость романа, не предполагающего продолжения, критиками отмечалось его потенциальная возможность.
В рамках поддержания традиции в книге присутствует характерное для творчества Лукьяненко и ряда других фантастов убийство Юрия Семецкого. В отличие от других романов автора, здесь Семецкий — уже не эпизодический, а второстепенный персонаж. Для любителей фантастики комичность старика-инвалида Семецкого, предводителя партизанского отряда девочек — участниц хип-хоп ансамбля «Веселые Лютики» — усиливается указанием его профессии — свиновода. Писатель-фантаст Олег Дивов пояснил этот момент: «Кажется, он сейчас единственный сотрудник издательства „ТП“ <...> Изначально „ТП“ — бывший клуб любителей фантастики „Три парсека“, в который входили Ройфе, Байкалов с Синицыным, и ещё ряд достойных лиц. Естественно, „Три парсека“ были переименованы друзьями в „три поросенка“, а когда поросята выросли, их стали называть просто „свиньи“. Поэтому в романе Лукьяненко „Танцы на снегу“ профессия Семецкого — свиновод». Также для знакомого с участью Семецкого любителя фантастики усиливается трагичность романа в силу постоянного ожидания этого события.
Первая часть романа вошла в качестве отдельной повести в антологию «Фантастика 2000» (составитель Николай Науменко, издательство «АСТ»), также под названием «Танцы на снегу»; эта публикация также известна под альтернативным названием «Неправильный рыцарь». Полностью роман впервые издан в 2001 году в Москве издательством «АСТ» в серии «Звездный лабиринт». Общий тираж этого издания с последующими допечатками составил 140 000 экземпляров. Роман издавался как отдельно, так и в составе сборника вместе с романом «Геном» и повестью «Калеки». Общий тираж всех русскоязычных изданий романа превысил 175 000 экземпляров. Роман был переведён на польский и немецкий языки. Немецкими критиками также отмечалось, что при переводе роман получил название «Змеиный меч» («нем. Das Schlangenschwert»), что может показаться странным, так как в самом романе меч не играет главную роль.
| Год  | Издательство                  | Место издания | Серия                         | Тираж         | Примечание | Источник |
| ---- | ----------------------------- | ------------- | ----------------------------- | ------------- | --- | -------- |
| 2001 | АСТ                           | Москва        | Звездный лабиринт             | 50000 + 90000 | Второй роман дилогии «Геном». Иллюстрация на обложке А. Дубовика, Т. Хильдебрандта.                                             | [ 8 ]    |
| 2004 | АСТ, Ермак, Люкс              | Москва        | Звездный лабиринт: коллекция  | 10000 + 5000  | Дилогия «Геном». Романы «Геном» и «Танцы на снегу». Иллюстрация на обложке Д. Бернса.                                           | [ 9 ]    |
| 2006 | АСТ, АСТ Москва, Транзиткнига | Москва        | под Дозоры                    | 5000          | Цикл «Геном» в одном томе. Романы «Геном», «Танцы на снегу» и повесть «Калеки». Иллюстрация на обложке Д. Бернса и Л. Эдвардса. | [ 10 ]   |
| 2007 | АСТ, Хранитель                | Москва        | Чёрная серия (танковая щель)  | 10000 + 5000  | Второй роман дилогии «Геном». Иллюстрация на обложке А. Дубовика, Т. Хильдебрандта.                                             | [ 12 ]   |
| 2007 | АСТ, АСТ Москва, Транзиткнига | Москва        | Библиотека мировой фантастики | 1500          | Цикл «Геном» в одном томе. Романы «Геном», «Танцы на снегу» и повесть «Калеки».                                                 | [ 13 ]   |
| 2014 | АСТ                           | Москва        | Весь Сергей Лукьяненко        | 3000          | Цикл «Геном» в одном томе. Романы «Геном», «Танцы на снегу» и повесть «Калеки». Иллюстрация на обложке В.Н. Ненова.             | [ 14 ]   |

| Год  | Название             | Издательство     | Место издания | Язык     | Переводчик  | Источник |
| ---- | -------------------- | ---------------- | ------------- | -------- | ----------- | -------- |
| 2004 | Tańce na śniegu      | Książka i Wiedza | Варшава       | Польский | Э. Скурская | [ 15 ]   |
| 2008 | Das Schlangenschwert | Beltz            | Ландсберг     | Немецкий | I. Worms    | [ 16 ]   |
| 2009 | Das Schlangenschwert | Heyne Verlag     | Мюнхен        | Немецкий | I. Worms    | [ 17 ]   |

## Критика и оценки
Лаборатория Фантастики

 Goodreads

 LibraryThing
Российские и зарубежные критики, соглашаясь с авторской оценкой, охарактеризовали роман «Танцы на снегу» как ориентированное на подростков добротное фантастическое произведение в жанре космооперы. Так, литературный критик Василий Владимирский назвал роман «долгожданной подростковой „звездной оперой“», объясняя подобное определение тем, что данное произведение было написано «о подростках — и в первую очередь для подростков». Сергей Бережной особенно подчеркнул, что скрыть возрастную ориентацию романа не позволяет даже изначальная интрига: «поначалу я живо втянулся в интригу, но довольно скоро навязчивая игра в кошки-мышки с Семецким и джедаями ясно дала мне понять, что автор явно рассчитывал на читателя существенно помладше, чем я». В рецензии для журнала «Если» Максим Митрофанов сравнил роман «Танцы на снегу» с такими более ранними детскими произведениями Лукьяненко, как «Рыцари Сорока Островов» и «Мальчик и тьма». Писатель Игорь Чёрный также отметил продолжение традиции ранних произведений Лукьяненко, заметив, что книга лишний раз подтвердила за её автором славу наследника Владислава Крапивина, в очередной раз послужив образцом фантастики для детей и юношества. На сходство детских произведений Лукьяненко, в том числе «Танцев на снегу», с творчеством Крапивина, указывает и Митрофанов. Журналист Юрий Астров-Зацарицинский добавил к этому явно крапивинский критерий, проявляющийся в конце романа, когда Тиккирей делает выбор по одному-единственному признаку: «фаги», случается, врут, но им потом бывает стыдно. Для Астрова в романе звучит тоска со стороны Лукьяненко, росшего как писатель в художественной полемике с Крапивиным, по миру романа-трилогии «Голубятня на жёлтой поляне» писателя.
В то же время, по мнению немецкого критика Катарины Левальд, роман способен очаровать и взрослого человека. Творческий подход к созданию мира в сочетании с оригинальными чертами, разнообразными характерами делают его живым, действительно возможным будущим человечества. Идея далёкого будущего не преувеличена и звучит очень реалистично. Несмотря на отмеченное сходство с более ранними детскими произведениями писателя, Игорь Чёрный выделяет коренное отличие нового романа. Герои этого произведения уже не обладают «незамутненным детским сознанием» и не воюют «с абстрактным злом за счастье всего человечества». Постепенная трансформация персонажей шла на протяжении всего творчества писателя. И в «Танцах на снегу» главный герой уже прекрасно осознает, что реальная жизнь «намного жестче и агрессивнее» абстрактного добра из «дидактических книжек». Именно поэтому в конце романа он приходит к простому, но «крайне емкому» выводу: «Не надо никаких гениев, которые хотят сделать мир счастливым насильно. Надо лишь помогать тем, кто рядом. Тогда лучше станет всем». Слова Тиккирея стали лейтмотивом многих других произведений Сергея Лукьяненко.
Роман написан «просто и незамысловато», без глубоких метафор и многослойных сравнений, замечает Чёрный. Такой стиль выбран автором, так как повествование ведётся от лица подростка. С другой стороны, критик отметил «очаровывающее, мистическое проникновение в детскую психологию». По мнению Митрофанова книга представляет собой «добротное чтение, ориентированное на подростков, без претензий на великость». Именно изначальным отсутствием претензий на великость объяснялись и некоторые отзывы читателей, которые, не найдя в романе чего-то нового, заявляли, что «Лукьяненко исписался». Само название, обращает внимание Митрофанов, было взято писателем из своей ученической повести. В рецензии для журнала «Мир фантастики» Николай Пегасов отметил общее характерное для творчества Лукьяненко ослабление второго романа цикла по отношению к первому, которым в данном случае выступил роман «Геном».
С жанровой точки зрения критики отнесли роман к космической фантастике, космоопере или более точно «детской космоопере для взрослых», по выражению Митрофанова. При этом было отмечено общее угасание жанра космической оперы к 2001 году. По мнению Владимира Березина, роман также является постмодернистским. Действие в книге происходит «лет за триста» до событий первого романа цикла, что делает «Танцы на снегу» приквелом «Генома». По мнению Владимира Березина, тот факт, что сюжетно роман представляет собой историю мальчика с малопригодной для жизни планеты, который движется навстречу приключениям, уже сильно сближает его интонационно со «Звездными войнами». Довольно скоро сюжет начинает напоминать боевик «без косноязычия и предсказуемости». До самого последнего момента читатель может только догадываться, кто на чьей стороне. Противопоставление «своего» и «чужого» миров в творчестве Лукьяненко основывалось на фантастичности и непривычности иных миров. Однако, в таких романах как «Геном» и «Танцы на снегу» герои изначально находятся в фантастических мирах, непохожих на Землю. Тиккирей с малопригодной для существования планеты Карьер попадает на благоприятные для жизни планеты Новый Кувейт и Авалон. В итоге, основным противопоставлением миров становится привычность «своего» мира и непонятность «чужого», в котором нужно заново учиться жить, приспосабливаясь к изменившимся условиям и отношениям между людьми.

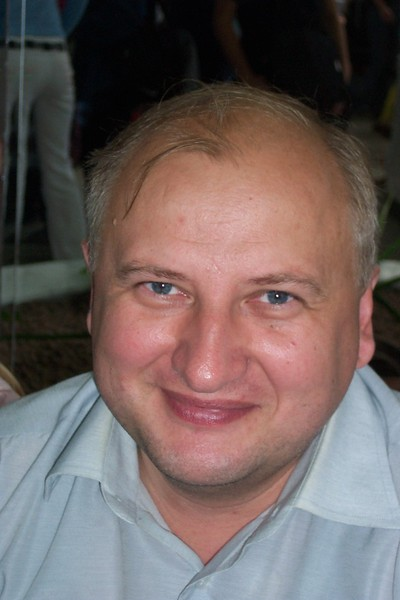
Игорь Чёрный

Помимо детских книг Крапивина, сюжет произведения напомнил Митрофанову роман Редьярда Киплинга «Ким». Повествование в книге он называет лёгким и динамичным. Критиками также были отмечены отдельные моменты, отсылающие читателя к творчеству советских писателей Аркадия и Бориса Стругацких. Мальчик в космопорту, окружённый людьми из другого мира в космических комбинезонах, напоминает начало повести Стажёры, а гипноз при помощи телевидения реализует идею гипноизлучателей на спутниках из повести «Трудно быть богом». В плане сюжета также было отмечено соблюдение структуры повествования, которую фантастическая литература переняла у волшебных сказок: «свое царство — дорога в иное царство — в ином царстве — дорога из иного царства — свое царство». Независимо от того, насколько прослеживается разделение «своего» и «чужого» миров, в романе присутствует мотив возвращения на родную планету, что может быть объяснено важностью образа дома, семьи, близких людей для фантаста. При помощи смены миров писатель позволяет своему герою заново оценить систему морально-этических принципов родного мира и сравнить с подобной системой в другом мире. Также в романе прослеживается мотив испытания на право пройти в этот иной мир, когда Тиккирей нанимается на корабль.
Помимо фантастической составляющей в романе были отмечены отдельные философские диалоги, которые, скорее всего, окажутся небезынтересными читателям. Так, Тиккирей много размышляет о самоубийстве своих родителей с целью обеспечить ему лучшее будущее. Подобный самоотверженный поступок в самом начале произведения создаёт некоторую интригу, заставляя читать книгу дальше. По ходу романа затрагиваются проблемы взаимоотношений между подростками, вопросы дружбы, права на самоопределение и стремление к лучшему миру. Кроме того, критики обратили внимание на возможное совпадение деталей вселенной романа с настоящим современной России и её взаимоотношениями с окружающим миром. При этом элементы научной фантастики явно отступают на второй план. Максим Митрофанов отметил, что в романе Сергей Лукьяненко затрагивает проблемы «цели и средств, дружбы и предательства, свободы личной и общественной». Тем не менее, отсутствует назидательность, скрытая динамичным сюжетом. Перечисляя элементы сюжета романа, такие как вступление мальчика в отряд «могущественных джедаев», борющихся за правду, спасение стабильного мира Империи от заговора и зомбирования людей, опыты по клонированию людей, Игорь Чёрный приходит к выводу, что писатель постарался собрать в произведении страхи, терзающие современное человечество, чтобы каждый читатель мог найти «что-то созвучное его душе и мыслям».
В 2002 году на конвенте «Роскон» роман получил премию «Алиса», присуждаемую за лучшее произведение для детей, а также занял третье место на международном фестивале фантастики «Звёздный мост» в номинации «Лучший роман». В том же году на литературно-практической конференции «Басткон» харьковский критик Игорь Чёрный отметил роман премией «Букер-Первак». Также в 2002 году роман номинировался на премию «Русская фантастика», премию «Бронзовая улитка» Бориса Стругацкого; премию «Интерпресскон» одноимённой конференции писателей и любителей фантастики; премию «Большая Урания», награду фестиваля «Урания», а также «Сигма-Ф» — приз читательских симпатий журнала «Если». В 2007 году роман был отмечен немецкой международной книжной премией «Corine» в номинации «Юношеская литература».

## Адаптации
В 2007 году издательство «Аудиокнига», входящее в холдинг «Издательская группа „АСТ“», записало аудиокнигу по роману. Аудиокнига продолжительностью 16 часов вышла на двух CD-дисках. Текст в формате монолога читает Сергей Харитонов.
В июне 2016 года Лукьяненко в своём блоге написал, что права на экранизацию романа свободны, но, на его взгляд, подобная экранизация «пока не по силам нашему кино».